# Macaomiao (köpinghuvudort i Kina, Hubei Sheng, lat 30,66, long 115,02)
Macaomiao (kinesiska: Macaomiao Zhen, 马曹庙镇) är en köpinghuvudort i Kina. Den ligger i provinsen Hubei, i den centrala delen av landet, omkring 71 kilometer öster om provinshuvudstaden Wuhan. Antalet invånare är 19 640. Befolkningen består av 9 302 kvinnor och 10 338 män. Barn under 15 år utgör 12,0 %, vuxna 15-64 år 74 %, och äldre över 65 år 12,0 %.
Runt Macaomiao är det tätbefolkat, med 591 invånare per kvadratkilometer. Närmaste större samhälle är Zhuwa, 11,7 km sydost om Macaomiao. Trakten runt Macaomiao består till största delen av jordbruksmark.
Genomsnittlig årsnederbörd är 1 868 millimeter. Den regnigaste månaden är juli, med i genomsnitt 305 mm nederbörd, och den torraste är januari, med 48 mm nederbörd.